# Simbario
Simbario é uma comuna italiana da região da Calábria, província de Vibo Valentia, com cerca de 1.082 habitantes. Estende-se por uma área de 19 km², tendo uma densidade populacional de 57 hab/km². Faz fronteira com Brognaturo, Cardinale (CZ), Pizzoni, Sorianello, Spadola, Torre di Ruggiero (CZ), Vallelonga, Vazzano.

## Demografia
| Variação demográfica do município entre 1861 e 2011                               |
|                                                                                   |
| Fonte: Istituto Nazionale di Statistica (ISTAT) - Elaboração gráfica da Wikipedia |